# 友好区
友好区（ゆうこう-く）は、中華人民共和国黒竜江省伊春市に位置する市轄区。

## 地理
小興安嶺山脈の山中にある。域内に谷、三日月湖、サーモカルストが多く、アカマツの原生林および内陸湿地の生態系が広がっている。一帯にはチョウセンゴヨウ、キハダ、ケショウヤナギなどの野生植物が生え、シマアオジ、シマフクロウ、シベリアジャコウジカなどの珍しい動物が生息しており、2018年に一部はラムサール条約登録地となった。

## 行政区画
以下の区域を管轄する。
- 街道：友好街道
- 鎮：上甘嶺鎮、双子河鎮、鉄林鎮

## 交通

### 鉄道
- 中国鉄路総公司
  - 中国鉄路ハルビン局集団公司
    - 南烏線（中国語版）（伊春方面）- 双子河駅（中国語版） - 友好駅（中国語版） -（烏伊嶺方面）

## 健康・医療・衛生
- 友好区人民医院
- 友好区人民政府防疫站